# ديفيد برودي (صحفي)
ديفيد برودي (بالإنجليزية: David Brody)‏ هو صحفي أمريكي، ولد في 12 فبراير 1965.

## وصلات خارجية
- ديفيد برودي على موقع إن إن دي بي (الإنجليزية)